# 天然理心流
天然理心流(てんねんりしんりゅう)，為日本劍術流派之一。

## 概說
天然理心流為遠江國出身的近藤內藏之助(？-1807年)，於寬政年間(1789-1801)創立，並在江戶建立道場教授劍術之。後由近藤三助繼任第二代掌門人，除了江戶地方，該流派現已普及廣範圍流傳於多摩、埼玉、神奈川等地。在江戶時代後期其近藤周助的養子，亦為第四代掌門人的近藤勇在京都組織新撰組後，其組織之事蹟(如池田屋事件、禁門之變)更使該流派廣為世人所知。
近藤勇身亡後，天然理心流流派第五代掌門人則由近藤勇的婿養子近藤勇五郎繼承，近藤勇五郎應是和多摩地區的劍術師範學習而獲得天然理心流的認可。
天然理心流除了劍術外，亦是教授其他如拔刀術、柔道、棍棒術、氣功等的綜合武術，並因應技術而將入門子弟分為切紙、目錄、中極意目錄、免許等等級。得到武術指導免許的門人可以獨立開設道場，並募集門人傳授其流派各式技術。
現在的天然理心流，由近藤勇本家後裔的宮川家子孫宮川清藏繼承擔任第九代掌門人，其第二代掌門人近藤三助的弟子心武館館長大塚篤，則在茨城縣牛久市以系統化全盤指導傳授。另外第八代掌門人加藤伊助的弟子平井泰輔、荒川治則在三鷹市擔任天然理心流的武術指導。

## 天然理心流歷代宗師
- 第一代──近藤内藏之助 長裕
- 第二代──近藤三助 方昌
- 第三代──近藤周助 邦武(在近藤勇擔任第四代宗師後、改名為近藤周齋）
- 第四代──近藤勇 昌宣
- 第五代──近藤勇五郎 信休(開設撥雲道場)
- 第六代──櫻井金八 義祐
- 第七代──近藤新吉 正行
- 第八代──加藤伊助 修勇
- 第九代──宮川清藏 勇武

## 外部連結
天然理心流官方網站（页面存档备份，存于）